# Vampyressa brocki
Vampyressa brocki är en däggdjursart som beskrevs av Peterson 1968. Vampyressa brocki ingår i släktet Vampyressa och familjen bladnäsor. IUCN kategoriserar arten globalt som livskraftig. Inga underarter finns listade.
Den först upphittade individen (holotypen) var en hona med en 47 mm lång kropp (huvud och bål), 32,4 mm långa underarmar, 7 mm långa bakfötter och 14 mm långa öron. Den broskiga hälsporren (calcar) var 4,2 mm lång. Den hade gråbrun päls på ovansidan med en otydlig längsgående strimma på ryggens mitt. På varje sida av huvudet fanns en bred vitaktig strimma från nosen till örat ovanpå ögat samt en smal och otydlig vit linje nedanför ögat. Dessutom var öronens kanter delvis vit- till gulaktig. Håren på ovansidan är i motsats till Vampyressa nymphaea trefärgad, mörk vid roten, ljus i mitten och åter mörk vid spetsen. En bladformig hudflik på näsan liksom hos andra släktmedlemmar finns likaså. Vampyressa brocki liknar främst Vampyressa bidens men den har två par framtänder i underkäken.
Denna fladdermus är känd från norra Brasilien, södra Colombia, Guyana och Surinam. Kanske förekommer arten i angränsande regioner. Habitatet utgörs av städsegröna skogar. Vampyressa brocki äter främst frukter och ungarna föds under regntiden.